# 守屋俊
守屋 俊（もりや しゅん、1月26日 - ）は、元スクウェア・エニックス、現グレッゾに所属する日本のゲームプログラマ。神奈川県出身。1994年5月1日スクウェア入社。

## 代表作
- 聖剣伝説3（1995年）プログラム
- ファイナルファンタジーVII（1997年）CD & Movie Programmer
- ファイナルファンタジーVIII（1999年）Event Script Programmer
- Mana (プログラミング言語)（2002年）
- 半熟英雄 対 3D（2003年）スクリプト&ロジックプログラム
- 半熟英雄4 〜7人の半熟英雄〜（2005年）スクリプト&ロジックプログラム
- クライシス コア ファイナルファンタジーVII（2007年）メインプログラマー
- ラインアタックヒーローズ（2010年）プログラマー
- ゼルダの伝説 時のオカリナ 3D（2011年）ディレクター プログラミング
- ゼルダの伝説 4つの剣 25周年記念エディション（2011年）プログラマー
- ゼルダの伝説 ムジュラの仮面 3D（2015年）ディレクター プログラミング
- ゼルダの伝説 トライフォース3銃士（2015年）グラフィックプログラミング
- Ever Oasis 精霊とタネビトの蜃気楼（2017年）ツールプログラミング
- ルイージマンション（ニンテンドー3DS版）（2018年）ツールプログラミング
- ゼルダの伝説 夢をみる島（Nintendo Switch）（2019年）Game System Development